# Nestima petasibarba
Nestima petasibarba är en tvåvingeart som först beskrevs av Günther Enderlein 1922.  Nestima petasibarba ingår i släktet Nestima och familjen skridflugor. Inga underarter finns listade i Catalogue of Life.